# برانديزو
برانديزو هي (بلدية) تقع في مدينة تورينو الحضرية في المنطقة الإيطالية بيدمونت ، تقع على بعد حوالي 15 كيلومتر (9 ميل) شمال شرق تورينو .
تقع برانديزو على حدود البلديات التالية : Chivasso و Volpiano و Settimo Torinese و San Raffaele Cimena.

## روابط خارجية
- الموقع الرسمي